# Djaouher Akrour

Djaouher Akrour, nacida el 23 de abril de 1939 en Argel, fue militante del FLN durante la batalla de Argel, fue arrestada por los bombardeos de los estadios de Argel en febrero de 1957, y fue condenada a muerte, encarcelada en la Prisión de Serkadji y luego indultada. Fue miembro de la Organización Nacional de los Muyahidines.
Murió el 8 de marzo de 2018 en Argel.